# Cononley
Cononley is een civil parish in het bestuurlijke gebied Craven, in het Engelse graafschap North Yorkshire met 1172 inwoners.